# Straight Outta Compton (filme)
Straight Outta Compton (bra: Straight Outta Compton – A História do N.W.A.) é um filme estadunidense de 2015, do gêneros policial e drama biográfico, dirigido por F. Gary Gray.

## Sinopse
Baseado em fatos reais, o filme narra a história do grupo de música gangsta rap N.W.A. entre 1987 e 1995.

## Elenco
- O'Shea Jackson Jr. — Ice Cube
- Corey Hawkins — Dr. Dre
- Jason Mitchell — Eazy-E
- Aldis Hodge — MC Ren
- Neil Brown, Jr. — DJ Yella
- Paul Giamatti — Jerry Heller
- Marlon Yates Jr. — The D.O.C.
- R. Marcos Taylor — Suge Knight

## Produção
S.Leigh Savige, que foi um dos produtores executivos, dirigiu o documentário Welcome to Death Row lançado em 2001, no qual entrevistou, entre outros, os integrantes do N.W.A. No ano seguinte decidiu iniciar a pesquisa e entrevistas para escrever um argumento biográfico sobre o grupo juntamente com seu colaborador Alan Wenkus. Devido as complexidades da relações dos envolvidos, Savige considerou um milagre o filme ter sido realizado. A aprovação da viúva de Eazy-E, Tomica Woods-Wright, que herdou a Ruthless Records, foi essencial para o projeto. Dr Dre foi contra a produção inicialmente mas foi convencido por Ice Cube. Os três integraram a produção do filme, que foi dedicado a memória de Eazy-E.
É ambientado e gravado em locação na Califórnia. Para as gravações em Compton, a cidade de origem do grupo, foi necessário negociações com as gangues locais. O produtor musical Suge Knight, um dos retratados no filme, apareceu no local das filmagens. Após confronto com um dos seguranças, Knight atropelou o mesmo e mais um homem, que veio a falecer. Ele foi preso e aguarda julgamento.
A première ocorreu em 11 de agosto de 2015 no Microsoft Theater em Los Angeles, sob medidas excepcionais de segurança, entrando em cartaz três dias depois. No Brasil, o filme estreou em 29 de outubro de 2015.

## Prêmios e indicações
| Prêmio           | Categoria               | Indicado                                                                                       | Resultado | Ref.          |
| ---------------- | ----------------------- | ---------------------------------------------------------------------------------------------- | --------- | ------------- |
| Oscar            | Melhor roteiro original | Andrea Berloff, Jonathan Herman, S. Leigh Savidge, Alan Wenkus                                 | Indicado  | [ 8 ]         |
| Satellite Awards | Melhor roteiro original | Andrea Berloff, Jonathan Herman                                                                | Indicado  | [ 9 ] [ 10 ]  |
| SAG              | Melhor elenco em cinema | Neil Brown, Jr., Paul Giamatti, Corey Hawkins, Aldis Hodge, O'Shea Jackson Jr., Jason Mitchell | Indicado  | [ 11 ] [ 12 ] |
| PGA              | Melhor filme            | Ice Cube, Matt Alvarez, F. Gary Gray, Dr. Dre, Scott Bernstein                                 | Indicado  | [ 13 ] [ 14 ] |